# 2011–2012-es magyar női vízilabdakupa
A 2011–2012-es magyar női vízilabdakupa, szponzorált nevén az Theodora-Magyar Kupa, a tizenkettedik kiírás volt a versenysorozat történetében. A kupára hét csapat nevezett. A győzelmet a BVSC szerezte meg.

## Eredmények

### Selejtező
október 29–30.
A csoport (Szőnyi út)
| Hely. | Csapat     | M | Gy | D | V | G+ | G– | Gk  | P | Továbbjutás vagy kiesés    |  | BVSC | UVSE | BHSE |
| ----- | ---------- | - | -- | - | - | -- | -- | --- | - | -------------------------- |  | ---- | ---- | ---- |
| 1.    | BVSC-Zugló | 2 | 2  | 0 | 0 | 40 | 8  | +32 | 6 | Továbbjutott az elődöntőbe |  | —    | 18–2 | 22–6 |
| 2.    | UVSE       | 2 | 1  | 0 | 1 | 12 | 27 | −15 | 3 | Továbbjutott az elődöntőbe |  | 2–18 | —    | 10–9 |
| 3.    | Bp. Honvéd | 2 | 0  | 0 | 2 | 15 | 32 | −17 | 0 |                            |  | 6–22 | 9–10 | —    |

B csoport (Szentes)
| Hely. | Csapat                | M | Gy | D | V | G+ | G– | Gk  | P | Továbbjutás vagy kiesés    |       | SZEN  | EGER  | DUV   | SZEG  |
| ----- | --------------------- | - | -- | - | - | -- | -- | --- | - | -------------------------- | ----- | ----- | ----- | ----- | ----- |
| 1.    | Szentesi VK           | 3 | 2  | 1 | 0 | 35 | 31 | +4  | 7 | Továbbjutott az elődöntőbe |       | —     | 10–8  | 10–10 | 15–13 |
| 2.    | Egri VK               | 3 | 2  | 0 | 1 | 35 | 28 | +7  | 6 | Továbbjutott az elődöntőbe |       | 8–10  | —     | 12–11 | 15–7  |
| 3.    | Dunaújvárosi Főiskola | 3 | 1  | 1 | 1 | 41 | 29 | +12 | 4 |                            |       | 10–10 | 11–12 | —     | 20–7  |
| 4.    | Universitas Szeged    | 3 | 0  | 0 | 3 | 27 | 50 | −23 | 0 |                            | 13–15 | 7–15  | 7–20  | —     |       |

### Elődöntő
november 11., Szőnyi út
| 1. csapat   | Eredmény | 2. csapat  |
| ----------- | -------- | ---------- |
| Szentesi VK | 19–9     | UVSE       |
| Egri VK     | 15–16    | BVSC-Zugló |

### Döntő
| 2011. november 13. 9:30 | BVSC-Zugló                                                             | 9–8 | Szentesi VK                               | Szőnyi út Játékvezetők: Marjay Zsolt Füzesi Zsolt |
| 2011. november 13. 9:30 | (0–1, 3–4, 5–2, 1–1)                                                   |     |                                           | Szőnyi út Játékvezetők: Marjay Zsolt Füzesi Zsolt |
| 2011. november 13. 9:30 | Csabai 2 Illés 2 Tóth I. 1 Farkas 1 Ráski 1 Horváth Á. 1 Tomaskovics 1 |     | Keszthelyi 3 Gémes 2 Kövér-Kiss 2 Kádár 1 | Szőnyi út Játékvezetők: Marjay Zsolt Füzesi Zsolt |

A BVSC kupagyőztes csapatának tagjai: Bors Dorottya, Csabai Dóra, Doroszlai Vanda, Farkas Kata, Horváth Anna, Horváth Ágnes, Illés Anna, Ipacs Barbara, Kele Nikolett, Kisteleki Hanna, Mészáros Vanda, Nehéz Zsuzsanna, Ráski Lilla, Szilágyi Réka, Takács Vivien, Tomaskovics Eszter, Tóth Ildikó, vezetőedző: Petrovics Mátyás